# Mentzelia laciniata
Mentzelia laciniata là một loài thực vật có hoa trong họ Loasaceae. Loài này được (Rydb.) J. Darl. mô tả khoa học đầu tiên năm 1934.